# Praxidike
Praxidike (XXVII, S/2000 J7) är en av Jupiters månar. Den upptäcktes den 23 november 2000 av en grupp astronomer vid University of Hawaii. Praxidike är cirka 7 kilometer i diameter och roterar kring Jupiter på ett avstånd av cirka 20 907 000 kilometer.